# Lina fjällurskog
Lina fjällurskog är ett naturreservat i Gällivare kommun i Norrbottens län.
Området är naturskyddat sedan 2000 och är 981 kvadratkilometer stort. Reservatet omfattar bland annat omfattar lågfjället Avvakkotunturi.